# 加藤小太郎

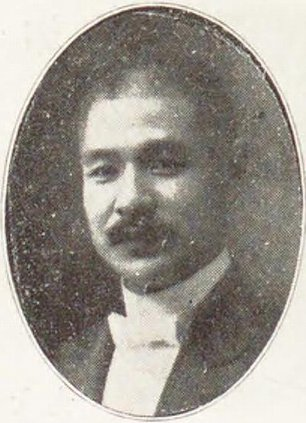
加藤小太郎

加藤 小太郎（かとう こたろう、明治5年4月16日（1872年5月22日） – 昭和10年（1935年）4月27日）は、日本の日本の政治家・衆議院議員（立憲同志会→憲政会）。京都市助役。実業家。旧名太郎松。族籍は新潟県士族。

## 経歴
新潟県北蒲原郡新発田町（現在の新発田市）出身。新潟県士族・先代小太郎の長男。1898年（明治31年）、同志社大学部政治科を卒業。1902年（明治35年）まで滋賀県立商業学校で教壇に立った。その後、国民新聞社大阪支局長、『東京日日新聞』を発行する日報社の業務担当社員・理事を歴任した。1909年（明治42年）、京都市助役に就任。1914年（大正4年）までの在任中、京都市三大事業を手掛け、また京都商品陳列所所長、京都市盲唖院院長、京都市水道事務所所長、京都市立第一商業学校校長などを兼ねた。
1915年（大正4年）、第12回衆議院議員総選挙に出馬し、当選を果たした。
その後、名古屋信託株式会社社長、関西信託株式会社専務取締役、東洋リノリユーム株式会社取締役、塚口土地株式会社取締役、堂ビル株式会社取締役、大阪製粉株式会社監査役、大阪自動車商事株式会社監査役、山口合資会社支配人などを歴任した。
1927年の銀行利下げで信託銀行の預金が増加したときには、信託銀行シンジケートを結成活動を行い、捕鯨会社の資産も預かっていたという。
1935年、大日殖産株式会社の監査役及び大阪商工会議所の顧問を務めていたが、62才で死去。

## 家族・親族
加藤家
新潟県北蒲原郡新発田町、兵庫県川辺郡立花村
- 父・小太郎（新潟県士族）[3]
- 母・サト（新潟県士族・斎藤桑右衛門の長女）[3]
- 弟、妹[3]
- 妻・小咲（福井県士族・本多精一の妹）[3]

1877年 -